# Fredrik Stillman
Fredrik Stillman (* 22. August 1966 in Jönköping) ist ein ehemaliger schwedischer Eishockeyspieler und -trainer, der in seiner aktiven Zeit von 1982 bis 2001 ausschließlich für HV71 in der schwedischen Elitserien und die Berlin Capitals in der Deutschen Eishockey Liga gespielt hat. Seit 2021 ist er als Assistenztrainer beim HV71 tätig.

## Karriere
Fredrik Stillman begann seine Karriere als Eishockeyspieler in seiner Heimatstadt beim HV71, für dessen Profimannschaft er in der Saison 1982/83 sein Debüt in der zweitklassigen Division 1 gab. Dabei gab er in zwei Spielen eine Vorlage. Zwei Jahre später erreichte der Verteidiger mit seinem Team den Aufstieg in die Elitserien, in der er mit HV71 in der Saison 1994/95 erstmals Schwedischer Meister wurde. Im Anschluss an diesen Erfolg verbrachte er eine Spielzeit bei den Berlin Capitals in der Deutschen Eishockey Liga, in der er in insgesamt 61 Spielen 32 Scorerpunkte erzielte.
Nach nur einem Jahr im Ausland kehrte Stillman 1996 nach Jönköping zurück, für die er weitere drei Spielzeiten auflief, ehe er zur Saison 1999/2000 erneut für die Berlin Capitals in der DEL auf dem Eis stand. Zur Saison 2000/01 spielte der Olympiasieger von 1994 noch einmal für Jönköping in der Elitserien und erzielte zum Abschluss seiner 19-jährigen Laufbahn in 42 Spielen 16 Scorerpunkte, darunter sieben Tore. Nach der Spielzeit wurde seine Nummer 14 vom HV71 geehrt und seither nicht mehr vergeben.
Im Anschluss an seine aktive Karriere wurde Stillman zunächst Assistenztrainer beim HV71, mit dem er in der Saison 2003/04 in dieser Position erneut Meister wurde. Als der Verein ihn im März 2005 durch Göran Sjöberg ersetzte, wurde er zum Sportdirektor ernannt. Diese Tätigkeit übte er bis 2014 durchgehend aus, ehe er zur Saison 2014/15 wieder Co-Trainer des HV71 wurde. Ab 2015 war er bei Admiral Wladiwostok in gleicher Position beschäftigt, ehe er im Oktober 2017 zum Cheftrainer befördert wurde. Ende Dezember 2017 wurde er in Wladiwostok entlassen und wenige Tage später vom HK Sotschi als Assistenztrainer eingestellt. Zwischen Mai 2018 und Januar 2019 war er in gleicher Position bei Torpedo Nischni Nowgorod beschäftigt.
Zur Saison 2019/20 wurde er Assistenztrainer bei den ZSC Lions. Anschließend war er von 2020 bis 2021 Co-Trainer beim HK Metallurg Magnitogorsk und kehrte zur Saison 2021/22 in gleicher Position  zum HV71 zurück.

### International
Für Schweden nahm Stillman an der U20-Junioren-Weltmeisterschaft 1986 sowie den Weltmeisterschaften 1991, 1992, 1993, 1994 und 1995 teil. Des Weiteren stand er im Aufgebot Schwedens bei den Olympischen Winterspielen 1992 in Albertville und 1994 in Lillehammer.

## Erfolge und Auszeichnungen
- 1985 Aufstieg in die Elitserien mit dem HV71
- 1993 Schwedisches All-Star-Team
- 1995 Schwedischer Meister mit dem HV71
- 2004 Schwedischer Meister mit dem HV71 (als Assistenztrainer)
- 2008 Schwedischer Meister mit dem HV71 (als Sportdirektor)
- 2010 Schwedischer Meister mit dem HV71 (als Sportdirektor)

### International
| - 1984 Bronzemedaille bei der Junioren-Europameisterschaft - 1991 Goldmedaille bei der Weltmeisterschaft - 1992 Goldmedaille bei der Weltmeisterschaft - 1993 Silbermedaille bei der Weltmeisterschaft | - 1994 Goldmedaille bei den Olympischen Winterspielen - 1994 Bronzemedaille bei der Weltmeisterschaft - 1995 Silbermedaille bei der Weltmeisterschaft |